# 付随性
付随性（ふずいせい、スーパーヴィーニエンス、英: supervenience）は、哲学、その中でも特に心の哲学で使われる用語で、異なるレベルの特性の間に定義される強い依存関係のこと。
直観的に言えば、「AがBに付随する」とは「BがAを決定する」ことを意味する。
より厳密な定義は次のような形で与えられる。
『おこりうるどの二つの状況を考えても「特性2に関して異なりながら特性1は同一だ」ということがない』ならば、
特性2は特性1に付随している。
一般的な用法として、特性2として心的な性質（命題的態度やクオリアなど）を、そして特性1として脳の物理的な状態（ニューロンの状態、神経伝達物質の濃度など）を考え、心的な性質の物理的な状態に対する付随性を議論する事が多い。すなわち「心的な性質は脳の物理的な状態に完全に依存して生起している」という事を言いたいときに、「心的な性質は脳の物理状態に付随している、（またはスーパーヴィーンしている）」などという風に使う。これはすなわち『おこりうるどの二つの状況を考えても、心的な性質に関して異なりながら、脳の物理状態が同一だ、ということはない』という意味である。
近年の神経科学の急速な発達により、「心的」とされる性質のほとんどが、ニューロンの興奮や、シナプスの状態といった脳の物理状態に付随するものだ、と一般に考えられるようになった。しかし心的な性質の全てについて脳の物理的な状態への付随性が成立しているのかについてはまだよくわかっていない。特に現在、心の哲学の分野ではクオリアの付随性についての議論が非常に盛んで、哲学的ゾンビや逆転クオリアといった、付随性が成り立っていないような状況について考える思考実験が、様々な論文に頻繁に登場する。